# Paullinia platymisca
Paullinia platymisca är en kinesträdsväxtart som beskrevs av L. Radlk.. Paullinia platymisca ingår i släktet Paullinia och familjen kinesträdsväxter. Inga underarter finns listade i Catalogue of Life.